# 盧達溫泉

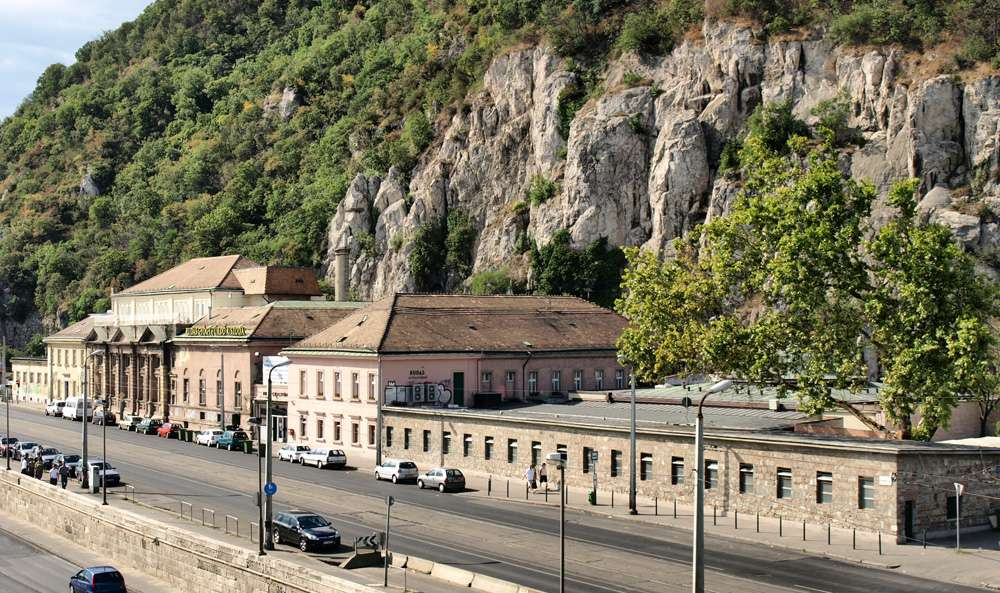

盧達溫泉（匈牙利語：Rudas Baths）是位於匈牙利首都布達佩斯的一個溫泉。盧達溫泉始建於1550年，擁有濃郁的土耳其風情。盧達溫泉也是一座帶有藥效的溫泉。

## 外部連結
47°29′20.73″N 19°2′52.32″E / 47.4890917°N 19.0478667°E
- Budapest Spas and Hot Springs entry on Rudas Baths （页面存档备份，存于）
- Aerial photographs （页面存档备份，存于）